# مثلث سرعت
مثلث سرعتها مثلثی فرضی در مطالعه و بررسی توربوماشینها در مکانیک سیالات است که اضلاع سازنده آن در هر نقطه از سیال عبوری از توربوماشین، از سه بردار سرعت محیطی چرخ توربوماشین، بردار سرعت نسبی بین ذره سیال و چرخ توربوماشین و بردار سرعت مطلق ذره سیال در نقطه مورد بررسی تشکیل شده‌است. با استفاده از مثلث سرعتها می‌توان معادلات اصلی مکانیک سیالات مانند معادله پیوستگی سیال، معادله مقدار حرکت خطی و لنگر زاویه ای سیال و همینطور قوانین ترمودینامیکی مانند قانون قانون اول  و دوم ترمودینامیک را در عبور سیال از چرخ توربوماشین در حین تبادل انرژی و قدرت بین سیال و چرخ بر اساس مؤلفه‌های سرعت سیال و سرعت محیطی چرخ در ورودی و خروجی چرخ توربوماشین، بیان نمود.

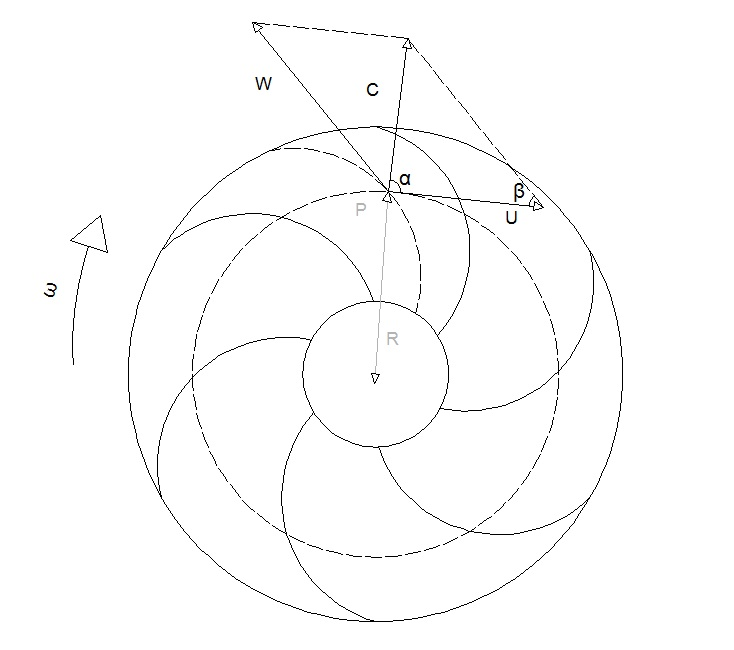
سرعت مطلق یک ذره دلخواه گذرای سیال از چرخ توربوماشین، و سرعت آن ذره نسبت به دستگاه مختصات متصل به چرخ و سرعت مطلق چرخ توربوماشین، تشکیل یک مثلث فرضی میدهند که به مثلث سرعتها در توربوماشینها معروف است.

## مثلث سرعت
المانی از سیال را در لحظه t و در نقطه p به فاصله R از محور دوران و داخل چرخ توربوماشین  در نظر بگیرید. سرعت این المان در دستگاه نسبی متصل به چرخ،{\displaystyle {\overrightarrow {W}}}و امتداد آن مماس بر خط جریان مربوطه میباشد. در این لحظه، چرخ با سرعت زاویه ای ω دوران نموده و نقطه p از آن دارای سرعت محیطی {\displaystyle {\overrightarrow {U}}} خواهد بود به طوریکه {\displaystyle \left|{\overrightarrow {U}}\right|=R.\omega } . بنابراین سرعت مطلق المان سیال {\displaystyle {\overrightarrow {C}}} ، از جمع بردارهای سرعت محیطی {\displaystyle {\overrightarrow {U}}} و سرعت نسبی {\displaystyle {\overrightarrow {W}}} به دست می آید : 

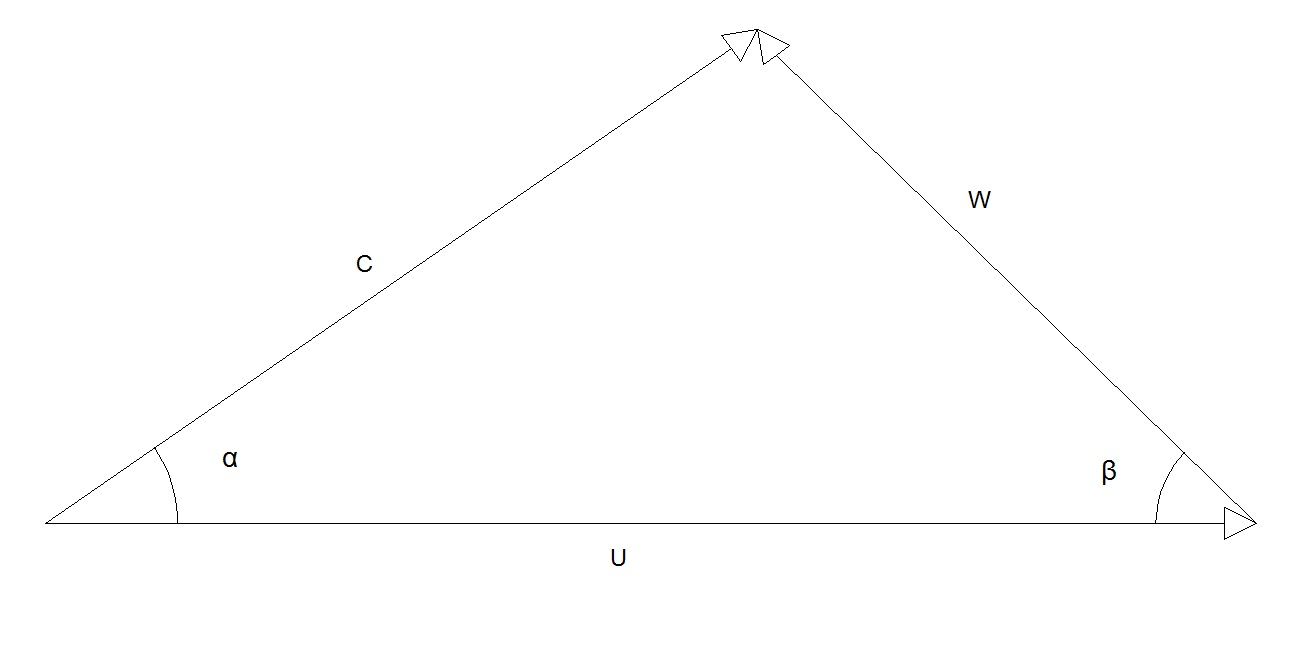
مثلث سرعت

{\displaystyle {\overrightarrow {C}}={\overrightarrow {U}}+{\overrightarrow {W}}}
سه بردار {\displaystyle {\overrightarrow {U}}} و {\displaystyle {\overrightarrow {W}}} و {\displaystyle {\overrightarrow {C}}} تشکیل مثلثی میدهند که آن را مثلث سرعتها در نقطه p و در لحظه t مینامند. اگر جریان در چرخ دائمی باشد، مثلث سرعتها در نقطه p بستگی به زمان ندارد و ثابت خواهد بود. به‌طور قراردادی، زاویه بین بردارهای {\displaystyle {\overrightarrow {U}}} و {\displaystyle {\overrightarrow {C}}} را با α و زاویه بین {\displaystyle {\overrightarrow {W}}} و جهت مخالف {\displaystyle {\overrightarrow {U}}} را با β نشان میدهند. در رسم مثلث سرعتها سرعت محیطی چرخ توربوماشین، {\displaystyle {\overrightarrow {U}}} ، به عنوان قاعده مثلث انتخاب میشود .
در روابط معمولاً تصاویر سرعتهای مطلق ونسبی در امتداد سرعت محیطی و امتداد عمود بر آن مورد استفاده قرار می‌گیرند. مؤلفه سرعتها در امتداد {\displaystyle {U}} با اندیس u و مؤلفه‌های عمود بر {\displaystyle {U}} در حالت کلی با اندیس m نشان داده می‌شوند:
{\displaystyle C_{u}=C\cos \alpha }
{\displaystyle W_{u}=W\cos \beta }
{\displaystyle C_{m}=C\sin \alpha }
{\displaystyle W_{m}=W\sin \beta }
مؤلفه‌های {\displaystyle C_{m}} و {\displaystyle W_{m}} که ارتفاع مثلث سرعتهاست، عمود بر سطح جریان بوده و با دبی حجمی جریان سیال عبوری متناسب است. مؤلفه نصف النهاری سرعت، {\displaystyle C_{m}} ، در توربوماشینهای شعاعی با اندیس r و در توربوماشینهای محوری با اندیس a نشان داده میشود.

## معادله پیوستگی سیال و مثلث سرعتها
معادله پیوستگی برای جریان دائمی سیال به صورت زیر است: 
{\displaystyle \iint _{cs}^{}\rho {\overrightarrow {C}}.d{\overrightarrow {A}}=0}
با توجه به اینکه زاویه بین بردارهای {\displaystyle {\overrightarrow {C}}} و {\displaystyle {\overrightarrow {dA}}} متمم زاویه α است می‌توان نوشت:
{\displaystyle {\dot {m}}=\iint _{A}^{}\rho C\sin(\alpha )dA=\iint _{A}^{}\rho W\sin(\beta )dA=cte}
فرض کنید که مشخصات جریان سیال در هر مقطع از توربوماشین یکنواخت باشد(فرض جریان یک بعدی در توربوماشینها)، در این صورت، با استفاده از سرعتهای متوسط بین دو مقطع ورودی و خروجی توربوماشین (با اندیسهای ١ و ٢)  می‌توان نوشت:
{\displaystyle {\dot {m}}=\rho _{1}C_{m1}A_{1}=\rho _{2}C_{m2}A_{2}}
و یا :
{\displaystyle {\dot {m}}=\rho _{1}W_{m1}A_{1}=\rho _{2}W_{m2}A_{2}}
که در روابط بالا، {\displaystyle C_{m1}} و {\displaystyle W_{m1}} ارتفاع مثلث سرعت (با قاعده {\displaystyle U}) در ورودی توربوماشین و {\displaystyle C_{m2}} و {\displaystyle W_{m2}} ارتفاع مثلث سرعت در خروجی ٢ توربوماشین است.

## معادله مقدار حرکت خطی و مثلث سرعتها
معادله مقدار حرکت خطی برای جریان دائمی سیال به صورت زیر بیان میگردد:
{\displaystyle {\overrightarrow {F}}=\iint _{c.s}^{}{\overrightarrow {C}}(\rho {\overrightarrow {C}}.d{\overrightarrow {A}})}
با نمایش سطح ورودی به {\displaystyle A_{1}} و سطح خروجی به {\displaystyle A_{2}} می‌توان نوشت:
{\displaystyle {\overrightarrow {F}}=\iint _{A2}^{}{\overrightarrow {C_{2}}}(\rho _{2}C_{m2}dA_{2})-\iint _{A1}^{}{\overrightarrow {C_{1}}}(\rho _{1}C_{m1}dA_{1})}
در صورت یک بعدی بودن جریان رابطه بالا به صورت زیر نیز ظاهر میشود:
{\displaystyle {\overrightarrow {F}}={\dot {m}}({\overrightarrow {C_{2}}}-{\overrightarrow {C_{1}}})}
در رابطه بالا، بردار {\displaystyle {\overrightarrow {C_{i}}}}، بردار سرعت مطلق سیال در مثلث سرعتهاست.

## معادله اولر و مثلث سرعتها
معادله مقدار لنگر زاویه ای برای جریان دائمی به صورت زیر بیان میشود:
{\displaystyle M=\iint _{c.s}^{}RC\cos \alpha (\rho {\overrightarrow {C}}.d{\overrightarrow {A}})}
M، گشتاور متبادله بین چرخ و سیال است. با تقسیم انتگرال سطحِ بالا بر روی دوسطح ورودی چرخ توربوماشین (١) و خروجی چرخ توربوماشین (٢)، خواهیم داشت:
{\displaystyle M=\iint _{A_{2}}^{}R_{2}C_{2}\cos \alpha _{2}(\rho _{2}C_{m2}.dA_{2})-\iint _{A_{1}}^{}R_{1}C_{1}\cos \alpha _{1}(\rho _{1}C_{m1}.dA_{1})}
معادله بالا به معادله اصلی اولر در توربوماشینها شهرت دارد. با استفاده از معادله اولر، و با توجه به اینکه {\displaystyle U=R\omega }، قدرت تبادل شده بین چرخ و سیال({\displaystyle p=M.\omega })، به صورت زیر بیان میگردد:
{\displaystyle P=\iint _{A_{2}}^{}U_{2}C_{2}\cos \alpha _{2}(\rho _{2}C_{m2}.dA_{2})-\iint _{A_{1}}^{}U_{1}C_{1}\cos \alpha _{1}(\rho _{1}C_{m1}.dA_{1})}
با فرض یک بعدی بودن جریان در چرخ توربوماشین و با تعریف انرژی بر واحد جرم سیال عبوری به صورت {\displaystyle E={\frac {P}{\dot {m}}}} می‌توان نوشت:
{\displaystyle E=U_{2}C_{2}\cos \alpha _{2}-U_{1}C_{1}\cos \alpha _{1}=U_{2}C_{u2}-U_{1}C_{u1}}
با توجه به رابطه بالا می‌توان نتیجه گرفت که کل تبادل انرژی بین چرخ توربوماشین و سیال عامل در توربوماشینها ناشی از اختلاف کمیت {\displaystyle UC_{u}} در ورود و خروج از چرخ توربوماشین است. با کمک گرفتن از مثلث سرعتها و استفاده از قانون کسینوس‌ها در مثلث، می‌توان معادله اولر را به شرح زیر ساده سازی کرد:
{\displaystyle \left\{{\begin{matrix}W^{2}=U^{2}+C^{2}-2UC\cos \alpha \\UC\cos \alpha ={\frac {1}{2}}(C^{2}+U^{2}-W^{2})\\E=U_{2}C_{2}\cos \alpha _{2}-U_{1}C_{1}\cos \alpha _{1}\end{matrix}}\right.\Rightarrow E={\frac {C_{2}^{2}-C_{1}^{2}}{2}}+{\frac {U_{2}^{2}-U_{1}^{2}}{2}}+{\frac {W_{1}^{2}-W_{2}^{2}}{2}}}